# Miguel Alberto Flangini Ximénez
Miguel Alberto Flangini Ximénez (1824-1900) fue un político uruguayo, perteneciente al Partido Colorado. Sirvió interinamente como presidente de Uruguay (como presidente del Senado en ejercicio del Poder Ejecutivo) entre el 28 de febrero de 1882 hasta el 1 de marzo de 1882.

## Presidente interino de Uruguay
Flangini fue un miembro del Partido Colorado que sirvió por un tiempo como presidente del Senado durante el militarismo. 
En ese contexto, tras la renuncia del presidente Francisco Antonino Vidal Silva a su cargo el día 28 de febrero de 1882, tras casi dos años como presidente, Flangini presidió el Poder Ejecutivo como presidente del Senado (por sucesión constitucional) hasta pocos días después, el 1 de marzo de 1882, cuando asumió Máximo Santos como nuevo presidente.